# Aquaman and the Lost Kingdom (soundtrack)
Aquaman and the Lost Kingdom is de soundtrack van Rupert Gregson-Williams voor de film met dezelfde naam. Het album werd uitgebracht op 22 december 2023 door WaterTower Music.
Gregson-Williams onthulde in augustus 2021 dat hij terugkeerde om de filmmuziek voor het vervolg te componeren, nadat hij dit had gedaan voor de eerste film en DC's Wonder Woman (2017). De partituur van Gregson-Williams werd uitgevoerd door het Hollywood Studio Symphony en het koor London Voices. Het nummer "Deep End" werd uitgevoerd door X Ambassadors en op 17 november 2023 als single uitgebracht.

## Tracklijst
Alle muziek is geschreven door Rupert Gregson-Williams, tenzij anders vermeld.
| Nr. | Titel | Duur |
| --- | --- | ---- |
| 1.  | Deep End – X Ambassadors (geschreven door Samuel Harris, Adam Levin, Casey Harris, Tyler Spry en Jacob Kasher Hindlin) | 3:01 |
| 2.  | Aquaman and the Lost Kingdom                                                                                           | 1:59 |
| 3.  | Manta on the Bridge | 3:39 |
| 4.  | Call from the Deep | 1:50 |
| 5.  | The Real Superheroes                                                                                                   | 1:11 |
| 6.  | Not Normal | 1:37 |
| 7.  | Necrus Rises | 3:01 |
| 8.  | Only Child | 2:57 |
| 9.  | Grasshoppers | 2:44 |
| 10. | Mera Joins the Chase                                                                                                   | 1:54 |
| 11. | Orichalcum | 3:45 |
| 12. | Black Manta | 2:04 |
| 13. | Swamp Walk | 1:31 |
| 14. | Promise Me | 1:21 |
| 15. | You Wanted Your Revenge                                                                                                | 1:35 |
| 16. | My Eternal Night Is Ending                                                                                             | 3:31 |
| 17. | Go and Feast | 2:29 |
| 18. | Necrus Arrival | 3:16 |
| 19. | Your Blood Will Do | 1:37 |
| 20. | Cave In | 2:13 |
| 21. | A True | 2:52 |
| 22. | The Next Chapter | 2:22 |